# Bannisterita
La bannisterita és un mineral de la classe dels silicats. Rep el nom en honor del Dr. Frederick Allen Bannister (1901-1970), mineralogista i cristal·lògraf de raigs X del Museu Britànic, Londres.

## Característiques
La bannisterita és un silicat de fórmula química (Ca,K,Na)(Mn2+,Fe2+)10(Si,Al)16O38(OH)₈·nH₂O. Va ser aprovada com a espècie vàlida per l'Associació Mineralògica Internacional l'any 1967. Cristal·litza en el sistema monoclínic. La seva duresa a l'escala de Mohs és 4. Es troba relacionada estructuralment amb el grup de la stilpnomelana.
Segons la classificació de Nickel-Strunz, la bannisterita pertany a «09.EG - Fil·losilicats amb xarxes dobles amb 6-enllaços més grans» juntament amb els següents minerals: cymrita, naujakasita, manganonaujakasita, dmisteinbergita, kampfita, strätlingita, vertumnita, eggletonita, ganofil·lita, tamaïta, coombsita, zussmanita, franklinfil·lita, lennilenapeïta, parsettensita, estilpnomelana, latiumita, tuscanita, jagoïta, wickenburgita, hyttsjoïta, armbrusterita i britvinita.

## Formació i jaciments
L'espècie va ser descrita a partir de mostres recollides en dos indrets: la mina Benallt, a la localitat de Rhiw, al comtat de Gwynedd (Gal·les), i a la mina Franklin, al comtat de Sussex, Nova Jersey (Estats Units). A banda d'aquestes colocalitats tipus, també ha estat trobada a Itàlia, Eslovàquia, Suècia, Noruega, Romania, Rússia, el Japó, Austràlia i a un altre indret dels Estats Units, ubicat a Carolina del Nord.